# ديك هارمون
ديك هارمون (بالإنجليزية: Dick Harmon)‏ هو لاعب غولف أمريكي، ولد في 29 يوليو 1947، وتوفي في 10 فبراير 2006.